# Keban-Talsperre
Die Keban-Talsperre am oberen Euphrat ist eine Talsperre in der Türkei. Sie liegt etwa 70 km westlich von Elazığ in Ostanatolien und dient der Stromerzeugung und der Bewässerung.

## Zuflüsse
Der auf Türkisch Fırat nehri genannte Euphrat speist sich aus seinem Quellfluss Karasu. Dieser entspringt in den Bergen bei Erzurum, fließt an Erzincan vorbei und mündet von Norden in den Stausee. Der letzte Nebenfluss vor der Einmündung ist der Çaltı Suyu, der über Divriği von Westen kommt. Der zweite Quellfluss des Euphrat ist der Murat, der in der Nähe des Ararat entspringt und von Osten in den Stausee fließt.
Etwa 64 km unterhalb der Keban-Talsperre wird der Euphrat von der Karakaya-Talsperre aufgestaut. Der Karakaya-Stausee reicht bis fast an den Fuß der Keban-Talsperre heran.

## Bauwerk
Die Talsperre ist mit 210 m die höchste im Nahen Osten und der Stausee ist mit 31 Mrd. m³ nach Inhalt und Fläche der zweitgrößte der Türkei nach dem Atatürk-Stausee. Das Absperrbauwerk ist eine Gewichtsstaumauer aus Beton im Mittelteil, die mit einem Staudamm aus Felsschüttmaterial an den Seiten kombiniert ist.

## Stromerzeugung
Das Wasserkraftwerk kann 1330 MW (4 × 157,5 MW-, 4 × 175 MW-Francis-Turbinen) leisten und liefert jährlich 6000 GWh Strom. Die Stromproduktion begann 1974.

## Umgebung
Zu den zahlreichen im See versunkenen antiken Monumenten gehört auch die spätrömische Karamagara-Spitzbogenbrücke.
Am Rande des Stausees gibt es Erdfälle. Ein größerer wassergefüllter Erdfall, der je nach Wasserstand mit der Stauseeoberfläche verbunden ist (Lage: 38° 55′ 12″ N, 038° 46′ 31″ O) wurde 2021 beschrieben und soll von Professor Ercan Aksoy von der Fırat Üniversitesi untersucht werden.